# Malédiction !
Pour les articles homonymes, voir Malédiction ! (Mélusine) et Malédiction (homonymie).
Malédiction ! (Wie verhext! en allemand) est un jeu de société créé par Adreas Pelikan en 2008, illustré par François Bruel, édité par Filosofia.
Pour 3 à 5 joueurs, à partir de 10 ans pour environ 45 minutes.

## Règle du jeu

### But du jeu
Les joueurs incarnent des sorciers et cherchent à réaliser des potions magiques, qui nécessitent un certain nombre d'ingrédients. Pour fabriquer ces potions, ils font appel à différents personnages (appelés "alliés") qui peuvent leur procurer différents avantages (obtention d'ingrédients ou de pièces d'or, fabrication de potions, échanges d'éléments...).
Chaque potion donne un certain nombre de points de victoire, en fonction du nombre d'ingrédients nécessaires à sa réalisation. Certaines cartes "Potions" représentent également un corbeau : lorsque 4 de ces potions ont été fabriquées, on termine la manche et la partie se termine.

### Mise en place
Chaque joueur reçoit en début de partie un paquet de 12 cartes "Alliés", deux pièces d'or et un ingrédient de chaque type. Les pièces d'or, petites potions et ingrédients restants sont placés au centre de la table.
Les cartes sont placées au centre de la table, en 5 piles distinctes : ces piles représentent les potions de magicien, de druide, de sorcière, ainsi que les étagères d'or et d'ingrédients que les joueurs vont tenter d'obtenir pour gagner des points de victoire. Une sixième pile représente les formules magiques que seul le maitre sorcier peut réaliser.

### Déroulement de la partie
Au début de chaque manche, chaque joueur choisit secrètement cinq personnages parmi les 12 de sa main.
Le premier joueur en choisit une et annonce "Je suis le..." suivi du nom du personnage qu'il veut jouer, afin de réaliser l'action permise par ce personnage.
Dans l'ordre du tour, chaque autre joueur doit annoncer si oui ou non il a sélectionné le même personnage. Si oui, il la révèle et choisit l'une des deux actions possibles :
- contrer son adversaire en déclarant, "non, je suis le..." suivi du nom du personnage. Il prend alors ce rôle pour réaliser l'action autorisée par le personnage, au risque de se faire contrer à son tour.
- annoncer "Qu'il en soit ainsi !". Le joueur ne peut alors pas réaliser l'action du personnage, mais il lui est accordé un privilège, moins intéressant, mais également moins risqué.

Lorsque tous les joueurs ont joué leurs 5 personnages, on recommence une nouvelle manche.

#### Les alliés
Parmi les 12 cartes "Allié" disponibles, il y a :
- 3 personnages qui permettent de récupérer des ingrédients : Loupiot le gardien de loups, Serpentin l'attrapeur de serpents et Herby Cid l'herboriste permettent d'obtenir respectivement une goutte de sang, une goutte de venin et une herbe.
- 3 personnages qui permettent de réaliser des potions à partir des ingrédients disponibles : Merlo permet de fabriquer des potions de magicien, Scorpinette de sorcière et Drolet de druide.
- 3 personnages permettent de transformer l'or : Alchimix l'alchimiste transforme un ingrédient en pièces, Asparagus l'assistant peut acheter des ingrédients, et Voissandra vend des petites potions.
- 2 personnages permettent de voler les autres joueurs : Bourtax le tailleur de bourse vole leur or pour obtenir une carte "étagère d'or", et Mandigot le moine mendiant fait de même avec leurs ingrédients.
- Marmix, le maitre sorcier, peut réaliser une action spéciale, qui change à chaque tour.

### Fin de partie
La partie se termine lorsque quatre potions dont la carte représente un corbeau sont apparues. On termine le tour de jeu, et on compte le nombre de points de victoire que chaque joueur a obtenu, soit le nombre de points affichés sur chaque potion qu'il a réalisé, plus le nombre de jetons "Petite potion" qu'il a en sa possession. Le joueur qui a le plus grand nombre de points de victoire est déclaré vainqueur.

### Variante pour 3 et 4 joueurs
On prend un lot inutilisé de 12 cartes rôle que l'on pose au centre de la table, face cachée.
A 3 joueurs :
Au début de chaque manche le premier joueur pioche les 2 premières cartes du paquet.
Tous les joueurs défaussent les cartes ainsi retournées. Elles ne seront pas utiliser pour cette manche.
Au début de la manche suivante, tous les joueurs reprennent toutes leurs cartes en main.
Le nouveau premier joueur retourne ensuite les 2 cartes suivantes et ainsi de suite jusqu'à épuisement du paquet.
Si on arrive au bout de la pile de cartes, le paquet est mélangé pour former une nouvelle pioche.
A 4 joueurs :
Comme à 3 joueurs mais une seule carte (au lieu de 2) est tirée en début de chaque manche.